# Barco a vapor com rodas de pás
Um barco a vapor com rodas de pás, por volta dos anos de 1850.
Um barco a vapor com rodas de pás é uma embarcação vista geralmente em águas fluviais e nos litorais,  movida por uma caldeira que faz funcionar pelo vapor uma ou mais rodas de pás, também chamadas de roda de água, que funcionam como mecanismos de propulsão. Pode ser classificado como um dos tipos de Barco a vapor. As rodas de pás em navios, também podem funcionar movidas por motores a diesel, tração humana ou animal.
As rodas de pás foram o primeiro mecanismo de propulsão de navios, atualmente substituídas quase totalmente por hélices helicoidais e outros tipos mais modernos usados na navegação marítima.

## Rodas de pás

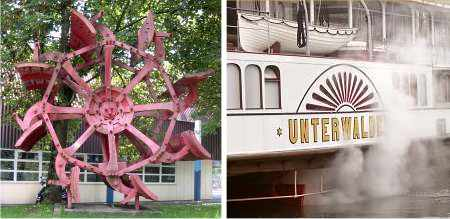
À esquerda, uma original roda de pás de um vapor, no lago de Lucerna. À direita, detalhe do funcionamento em um barco a vapor

As rodas de pás possuem o formato de uma grande circunferência, com as lâminas ligadas em uma estrutura assemelhada a uma gaiola que atualmente é feita de aço. Uma parte das pás fica submersa. A rotação das pás faz com as mesmas se alternem naquelas que fiquem submersa, produzindo uma força de impulso que pode movimentar a embarcação para a frente e também para trás, se necessário. As rodas de construção mais avançada permitem que as lâminas fiquem próximas da vertical enquanto estão na água, aumentando a propulsão. A roda de pás geralmente é coberta, diminuindo os efeitos dos esguichos da água na embarcação.

## Tipos de barcos a vapor com pás
São duas as formas de montar uma roda de pás num navio; pode se colocar uma única roda na popa do navio (conhecido em inglês como stern-wheeler) ou se coloca duas, uma em cada lado (conhecida como side-wheeler ou rodas laterais).
As rodas únicas geralmente são usadas em barcos fluviais, principalmente nos Estados Unidos da América, onde essas embarcações ainda operam como atrações para os turistas que visitam o  Rio Mississippi e alguns outros locais.
As rodas laterais são usadas tanto em barcos fluviais como em embarcações costeiras. Possuem maior capacidade de manobra, pois a força pode ser direcionada para uma roda de cada vez.

## Primeiros modelos

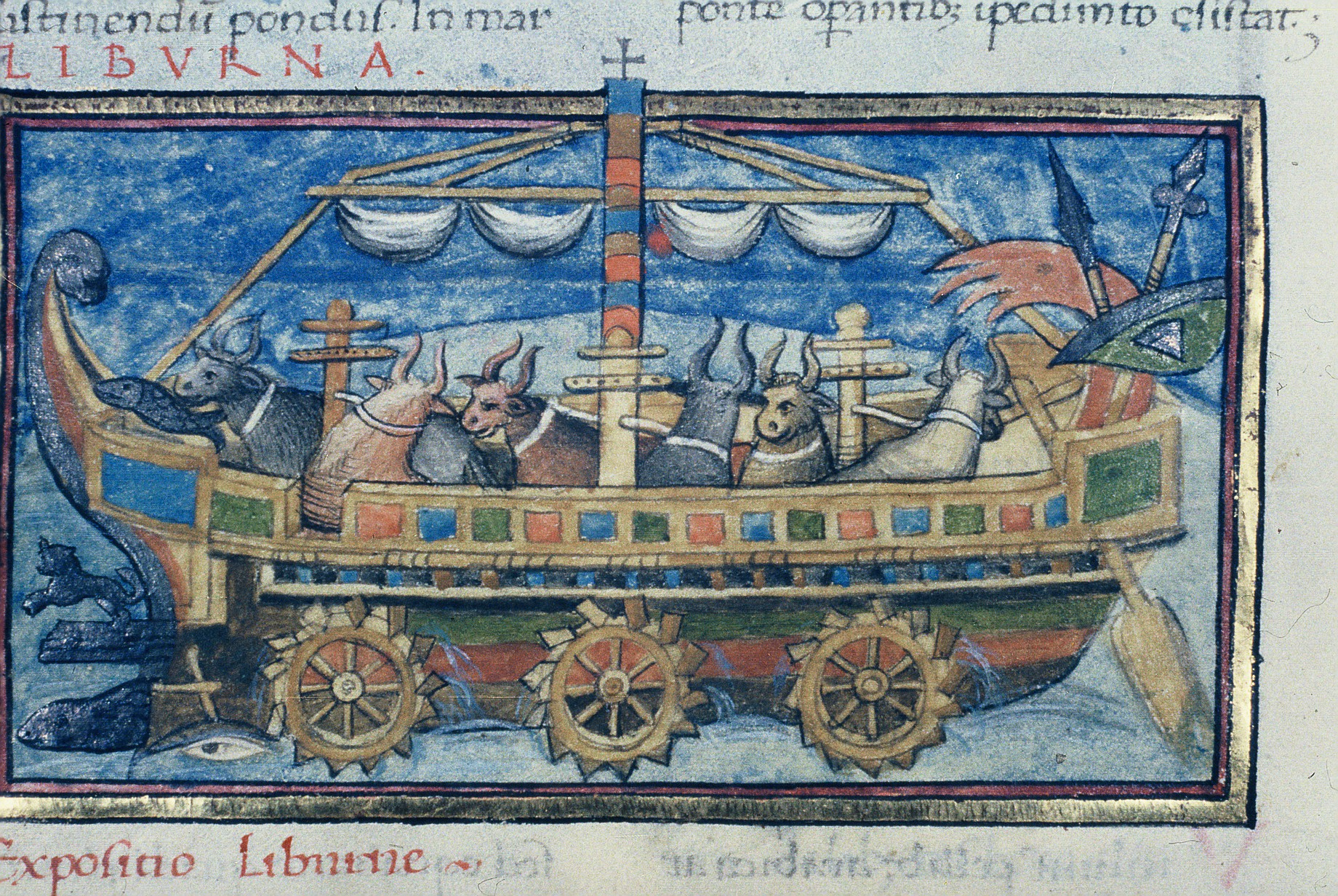
Miniatura do século XV de um barco a velas com roda de pás romano com tração animal, visto por volta do século IV, reprodução de De Rebus Bellicis

O funcionamento das rodas de pás em navegação foi descrito pela primeira vez no tratado de mecânica do engenheiro romano Vitrúvio (De architectura, X 9.5-7). Ele descreveu rodas com múltiplas pás. Já a primeira menção das rodas de pás como propulsão foi registrada no século IV-V, no tratado militar De Rebus Bellicis (capítulo XVII), no qual um autor romano anônimo descreve um navio de guerra movido a rodas de pás com tração animal (tradução aproximada da versão em inglês):
| “ | A força animal, direcionada com engenhosidade, move com facilidade e rapidez embarcações de porte adaptadas para o combate que, pelo seu enorme tamanho, não podem mais contar somente com as frágeis mãos dos homens. Sobre o casco, ou em cabines no interior oco do navio, ficam os bois, juntados aos pares pelo cabresto, que empurram as rodas colocadas nas laterais da embarcação; os remos, projetados acima da circunferência ou curvados, batem na água com força dada pelo giro da roda, conseguindo um magnifico e engenhoso efeito, provocando surpreendentes e rápidos movimentos. A nave de guerra, com seu próprio tamanho e graças ao maquinário em seu interior, entra em combate nessa guerra com grande força, afundando e destroçando todos os navios inimigos que estiverem por perto. | ” |

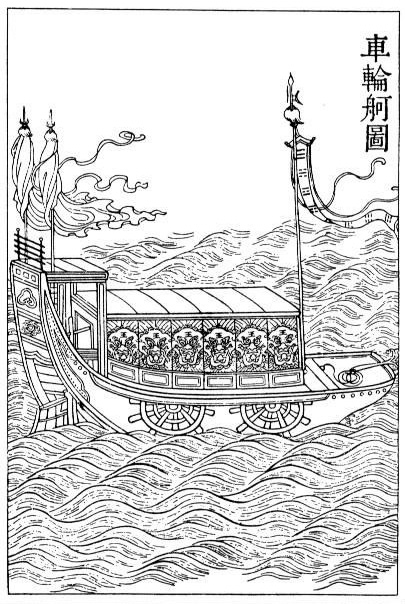
Um barco chinês Dinastia Qing com rodas de pás, enciclopédia publicada em 1726.

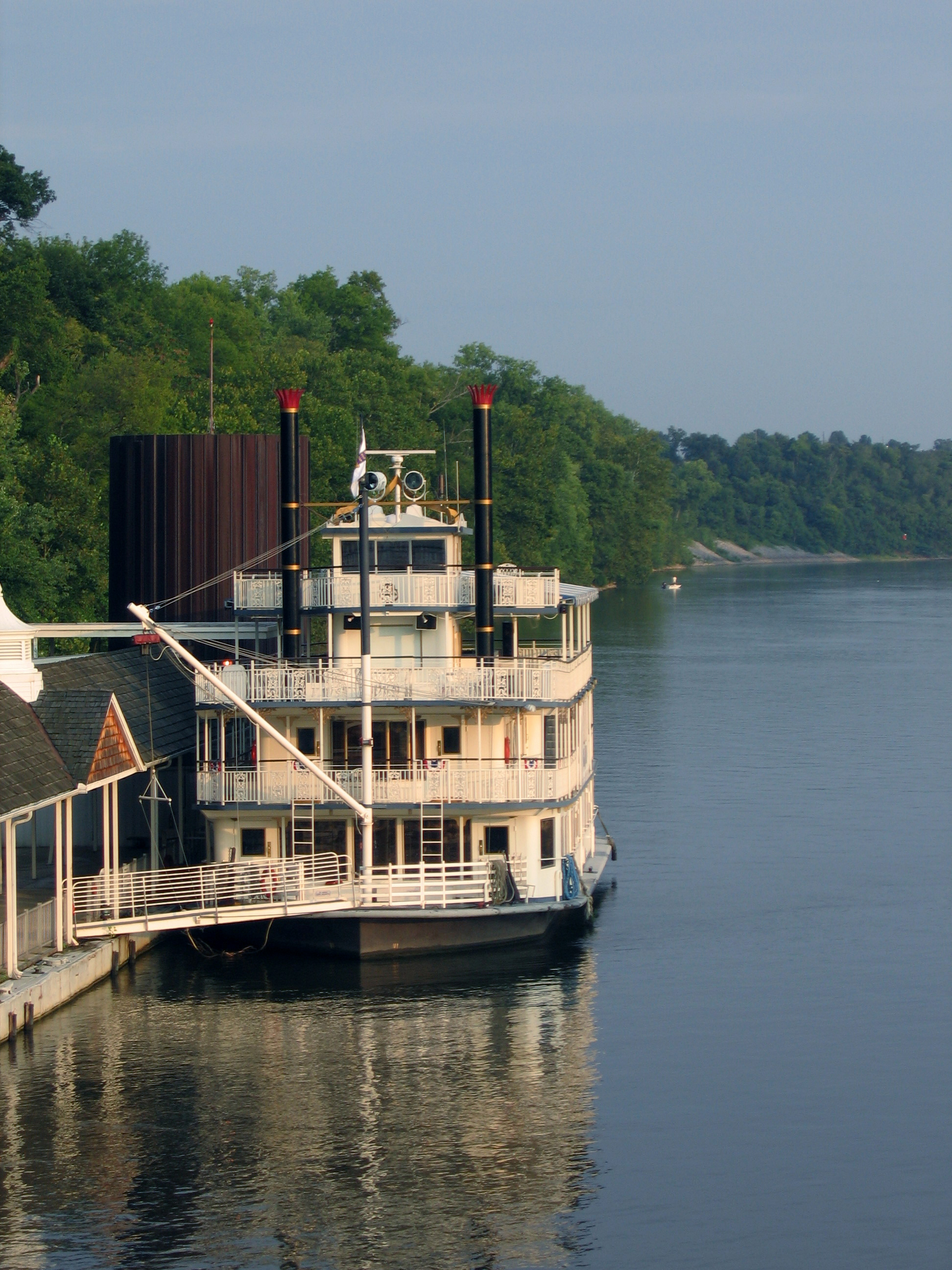
O barco fluvial Music City Queen no Rio Cumberland em Nashville, Tennessee, funciona como um lugar de espetáculos.

Robert Temple afirma que a primeira menção de um barco com rodas de pás da China foi descrita em History of the Southern Dynasties, compilado no século VII mas descrito como um barco da Dinastia Liu Song (420–479) comandado pelo almirante Wang Zhene na campanha contra os Qiangs em 418. Temple também escreveu que o matemático e astrônomo Zu Chongzhi (429–500) tinha um barco com rodas de pás no Rio Xinting (sul de Nanquim). Quando da campanha contra Hou Jing em 552, o almirante Xu Shipu da Dinastia Liang (502–557) empregou barcos com rodas de pás. Nas operações de Liyang em 573, o almirante Huang Faqiu também fez uso de mecanismos com remos rudimentares. Um bem-sucedido projeto de navio de guerra com rodas de pás foi feito na China pelo Príncipe Li Gao em 784, durante uma inspeção imperial das províncias na Dinastia Tang (618–907). Os chineses da Dinastia Song (960–1279) falaram da construção de muitos barcos com rodas de pás artesanais pela marinha, de acordo com o historiador Joseph Needham, tanto navios com rodas únicas como os de rodas laterais.
No século XII, o governador Song usou navios de rodas de pás em grande número, para se defender contra piratas equipados com suas próprias embarcações do mesmo tipo. Na Batalha de Caishi em 1161, embarcações com rodas de pás também foram usadas com grande sucesso contra a marinha da Dinastia Jin, (1115-1234). Os chineses usaram as embarcações durante a  Primeira Guerra do Ópio (1839–1842) e para transporte ao longo do Rio das Pérolas, já no século XX.
Em 1543 o engenheiro espanhol Blasco de Garay em Barcelona fez experimentos com um veleiro com propulsão de rodas de pás laterais. No mesmo ano ele apresentou ao Rei Carlos I da Espanha (também conhecido como Carlos V, Imperador do Sacro-Império Romano), a ideia para um novo invento, um navio impulsionado por uma roda gigante movida a vapor. Carlos não ficou interessado.
Em 1787 o escocês Patrick Miller de Dalswinton inventou um barco de casco duplo, impulsionado com remos de cada lado por tração humana que navegou nas águas do "Firth of Forth".
O primeiro barco com pás e caldeira a vapor foi construído pelo Marquês Claude de Jouffroy de Lion na França, em 1783. Ele tinha motor de dois tempos que moviam duas rodas de pás de quatro metros. Em 15 de julho de 1783 o vapor funcionou bem por quinze minutos no Rio Saône, antes do motor fundir. Problemas políticos impediram a continuidade dos experimentos.
A próxima tentativa bem-sucedida foi o barco a vapor com pás do engenheiro escocês William Symington que sugeriu a força do vapor de Patrick Miller de Dalswinton. Um navio protótipo foi construído em 1788 e 1789 e funcionou bem no Lago Lochmaben. Em 1802, Symington construiu o rebocador Charlotte Dundas, para a Companhia Forth and Clyde Canal. Transportou com sucesso uma carga de 70 toneladas em duas barcaças por quase 30 quilômetros durante 6 horas e sob fortes ventos; ficou bem entusiasmado mas alguns diretores da companhia ficaram preocupados com danos no canal que poderiam ocorrer com a nova máquina e não continuaram com o transporte inovador.
Enquanto o Charlotte Dundas foi o primeiro barco a vapor com pás usado comercialmente, o primeiro negócio comercial bem-sucedido foi provavelmente a Clermont de Robert Fulton de Nova Iorque, que entrou em operação em 1807, funcionado entre Nova Iorque e Albany. Muitos outros barcos a vapor fluviais com remos continuaram a surgir em todo mundo.

## Vapores marítimos com pás

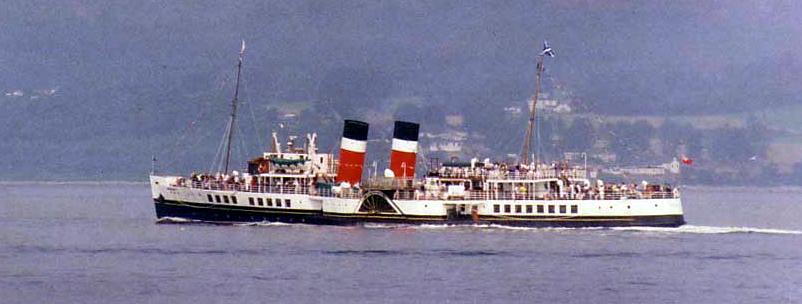
PS Waverley, o último vapor marítimo com pás.

A primeira viagem marítima com um vapor com rodas de pás foi feita em  1808 com o Albany, que partiu do Rio Hudson e seguiu ao longo da costa até o Rio Delaware. A intenção era uma viagem de recreio, mas as viagens curtas costeiras dos vapores com pás começaram logo depois.
O primeiro navio a vapor que realizou uma viagem oceânica de grande duração foi o SS Savannah, construído em 1819 com essa intenção. O Savannah foi ao mar em Liverpool em 22 de maio de 1819 e foi avistado na Irlanda após 23 dias no mar. Essa foi a primeira travessia do Atlântico, embora o Savannah também acionasse velas quando os ventos estivessem favoráveis. Em 1822, o Aaron Manby de Charles Napier foi o primeiro navio feito de ferro, que com propulsão a vapor cruzou de Londres até Paris, uma viagem feita pela primeira vez por qualquer tipo de embarcação.

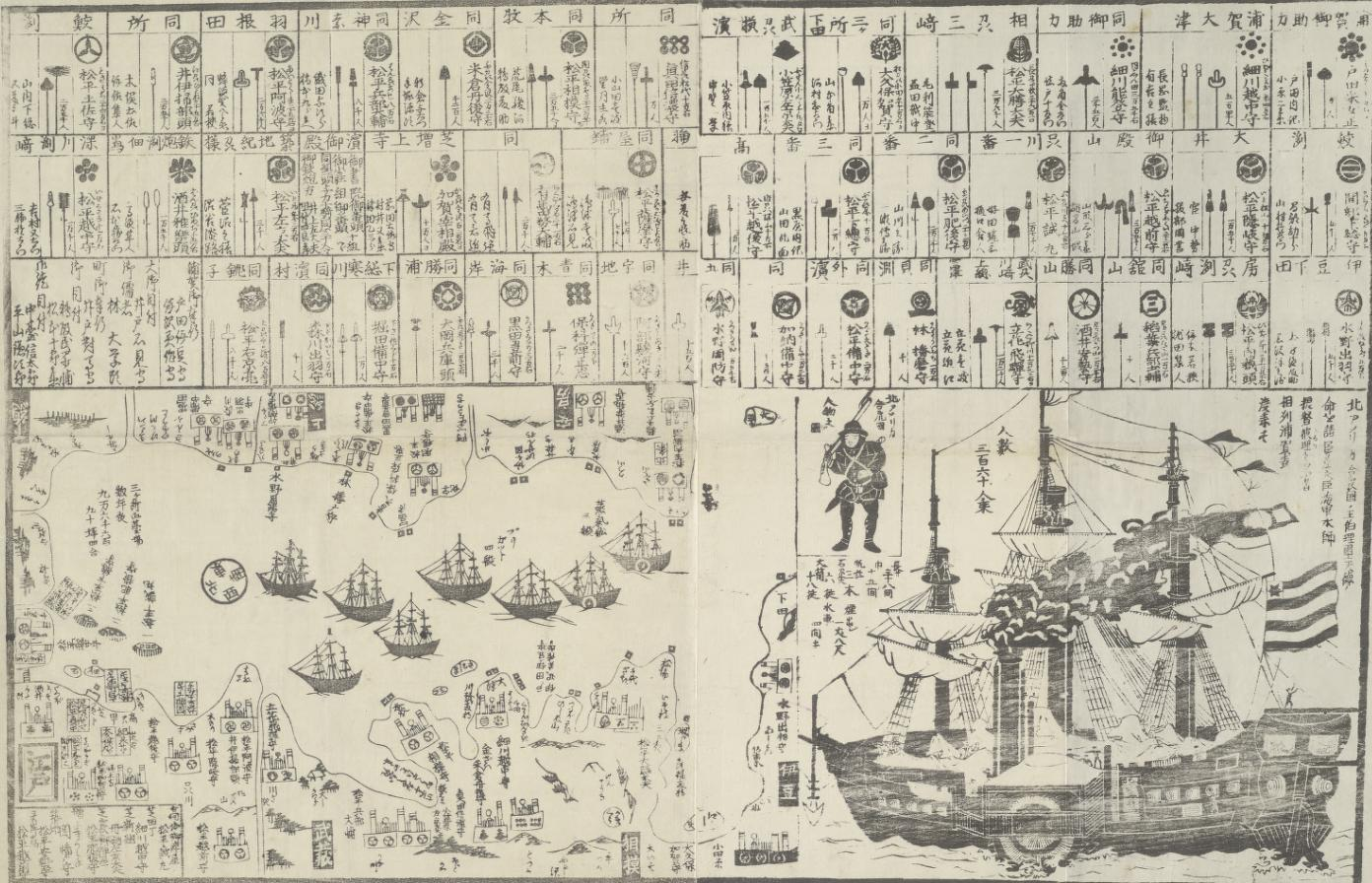
Pintura japonesa que registra a visita do Comodoro Perry: retratado o Mississippi ou o Susquehanna.

Em 1838, o pequeno vapor Sirius foi construído para operar na rota de Cork até Londres. Se transformou no primeiro veleiro a cruzar o Atlântico com a ajuda da propulsão a vapor, batendo o muito maior Great Western de Isambard Kingdom Brunel por um dia. O Great Western, contudo, foi construído para o comércio transatlântico e tinha bastante espaço para passageiros; o Sirius teve que queimar seus móveis e outros materiais de madeira para conseguir chegar até o fim da disputa. O Great Western foi o mais bem-sucedido dos veleiros a vapor a cruzar o Atlântico. O Beaver foi o primeiro vapor a operar no noroeste do Pacífico partindo da América do Norte. O vapor com pás Black Ships saiu do Japão para o Ocidente em meados do século XIX.
O maior vapor com rodas de pás construído foi o SS Great Eastern de Brunel mas ele também tinha velas e hélices. Tinha 211 metros de comprimento e pesava 32 000 toneladas; a sua roda de pás tinha 17 metros de diâmetro.
Para o serviço oceânico, os vapores a pás se tornaram rapidamente obsoletos com a invenção das hélices helicoidais mas continuaram em operação nas áreas litorâneas, como rebocadores, em função do seu baixo calado e boa capacidade de manobra.

## Modernos barcos a vapor com rodas de pás
Poucos vapores originais permanecem existindo na atualidade, a maioria preservado para o turismo ou exibição em museus. Alguns vapores com rodas de pas, como o Delta Queen, ainda opera no Rio Mississippi e Rio Willamette.
O Washington Irving, construído em 1912 pela companhia New York Shipbuilding com rodas de pás laterais, foi o maior navio de passageiros que foi construído: tinha capacidade para 6 000. Ele navegou no Rio Hudson de 1913 até que foi danificado em 1926 devido a um acidente.
PS Waverley, construído em 1947, foi o último vapor marítimo do mundo. A embarcação navega na Alta Temporada de cruzeiros pelos portos britânicos e também já navegou no Canal da Mancha em comemoração ao aniversário do seu antecessor que naufragou em 1899 na Batalha de Dunquerque.
PS Skibladner é o vapor mais antigo em operação. Construído em 1856, ele ainda opera no Lago Mjøsa na Noruega.
PS Adelaide é o mais antigo vapor de madeira do mundo. Construído em 1866, opera de Porto de Echuca, no Rio Murray da Austrália, pais com a maior frota de vapores do mundo. O vapor com pás Curlip foi reconstruído em Gippsland, Austrália.
O almirantado da Grã-Bretanha tem usado rebocadores com pás movidas a diesel e transmissão elétrica. Cada roda de pás possui um motor elétrico individual, o que lhe dá bastante capacidade de manobra.

### Galeria de fotos

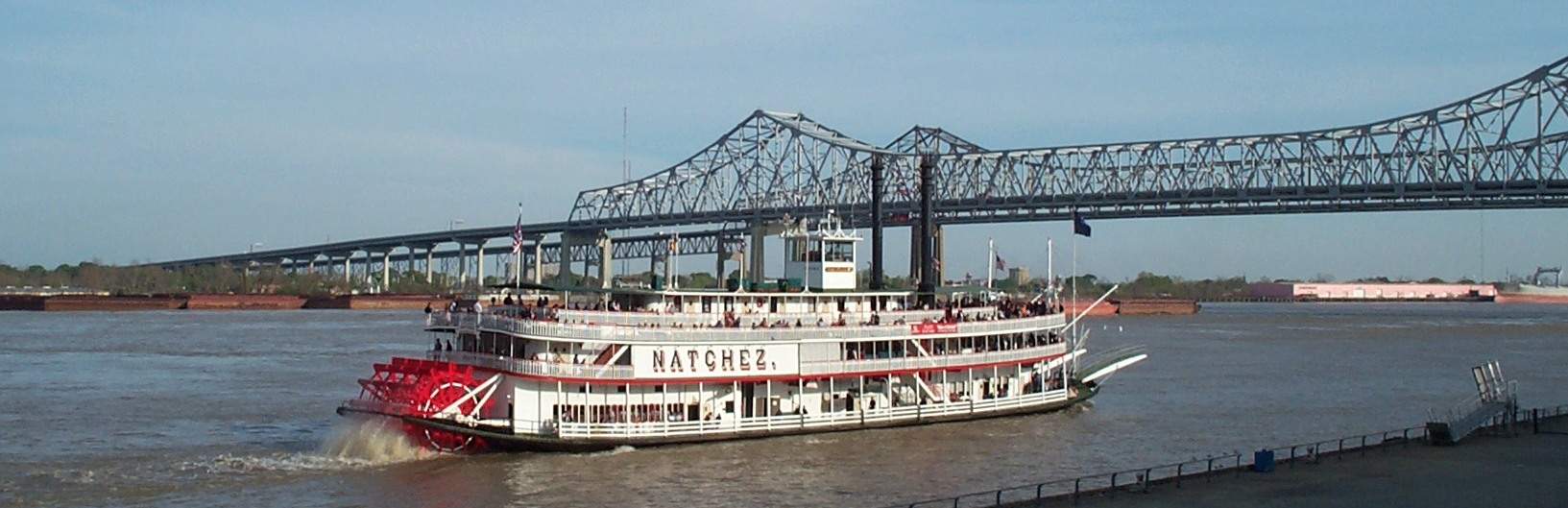
Navio a vapor "Natchez", com roda de pás na popa, navegando no Rio Mississipi, em Louisiana.
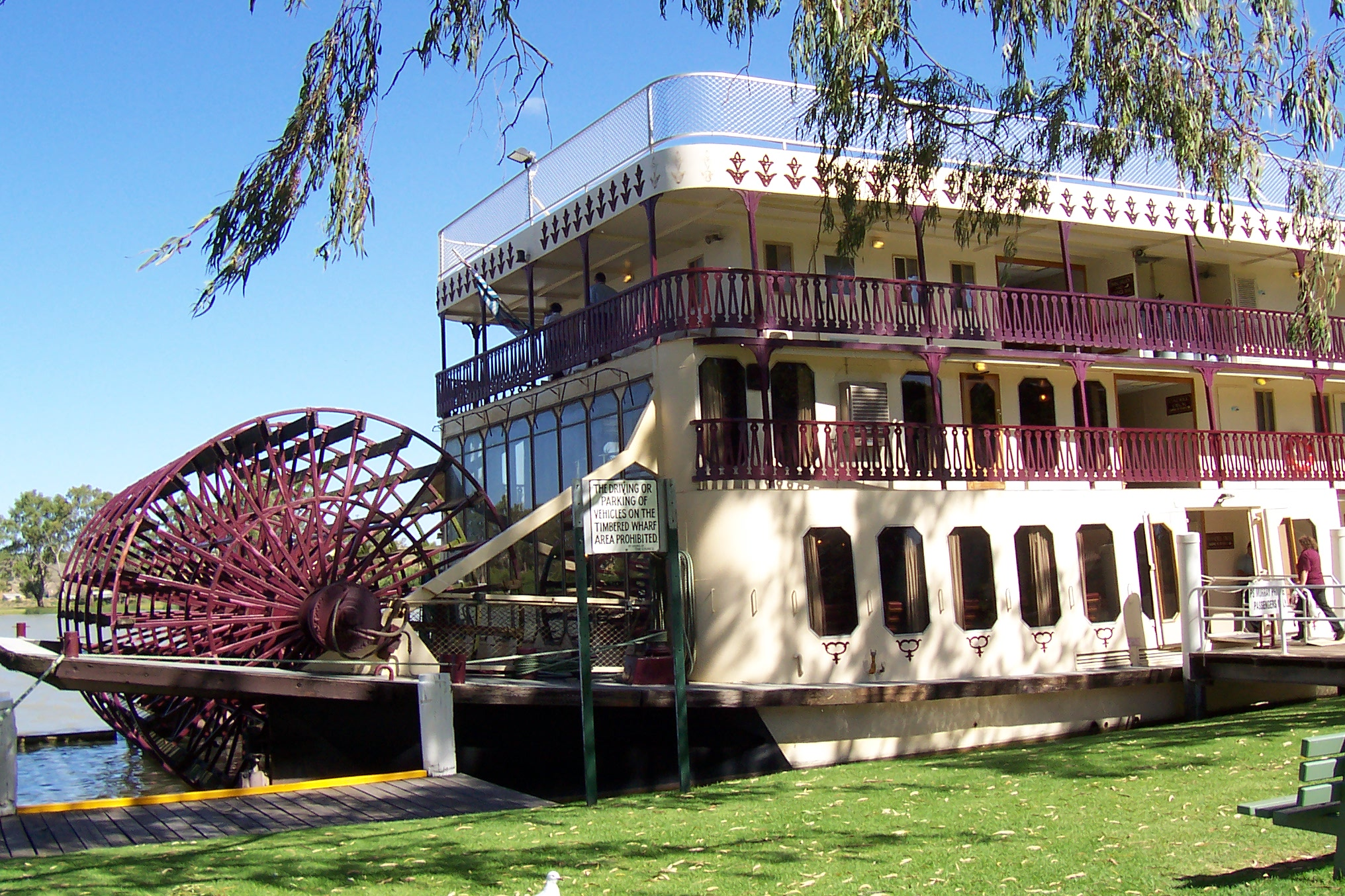
O vapor Murray Princess, no Rio Murray, Austrália.
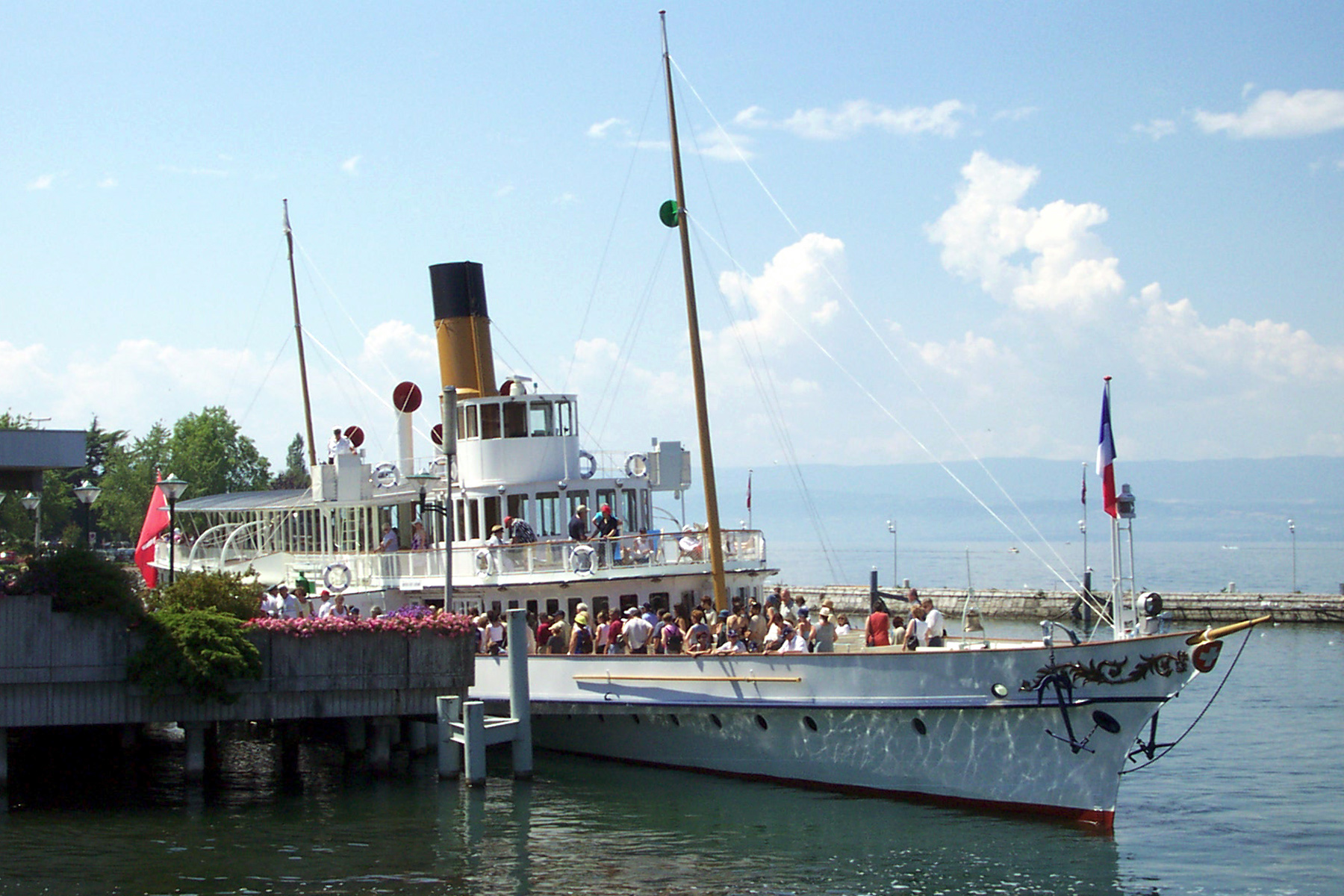
O vapor com rodas de pás Montreux da CGN (Compagnie Générale de Navigation sur le lac Léman) em visita à Evian-les-Bains (França) em julho de 2002.
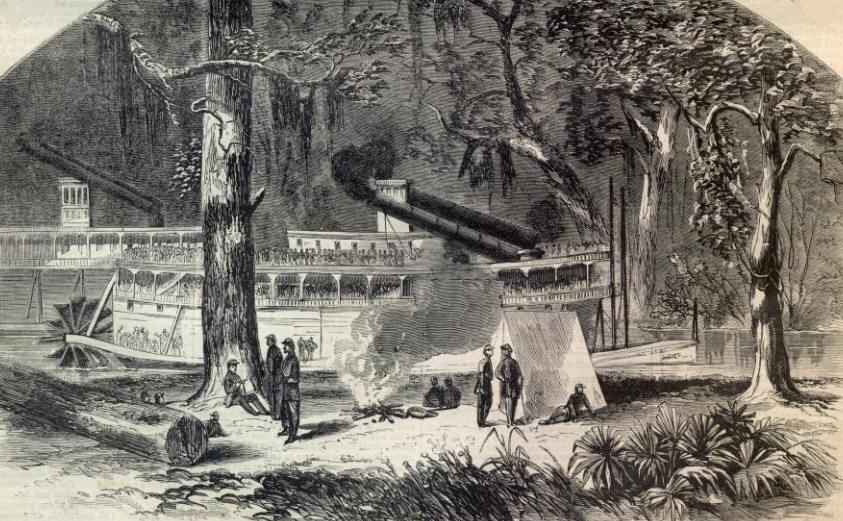
Bayou Navigation in Dixie, 1863